# IKONOS
IKONOS (от др.-греч. εἰκών — eikon, образ, воплощение) — американский спутник, первый коммерческий спутник, который обеспечивал съёмку с разрешением 1 м в панхроматическом режиме. Был разработан компанией Lockheed Martin для компании GeoEye (ныне DigitalGlobe).  Запущен 24 сентября 1999 года.

Спутник отличается высокой маневренностью, возможностью съемки больших площадей за один проход (до 5 тыс. км²), возможностью получения стереопар с одного витка.
Первоначально планировался вывод на орбиту двух одинаковых спутников, однако запуск первого из них 27 апреля 1999 окончился неудачей из-за аварии ракеты-носителя.
С запуском этого спутника, IKONOS-2, началась новая эра в гражданском сегменте  дистанционного зондирования Земли — съёмка с метровым разрешением.